# Finn Bach
Finn Peter Bach (født 28. april 1946 i Vammen) er en dansk handelsmand og ejer af Bach Gruppen.

## Historie
Bach blev født i 1946 i landsbyen Vammen nordøst for Viborg. 1. oktober 1960 kom han i direktionen i selskabet Bladcentralen ApS, hvis formål var "at drive handelsvirksomhed med fast ejendom og løsøre samt virksomhed som bygmester og anden hermed beslægtet virksomhed". Senere blev han udlært mekaniker.
I juli 1967 stiftede han selskabet Handelsfirmaet Finn Bach, der skulle beskæftige sig med detailhandel med biler og udlejning af erhvervsejendomme. I 1969 begyndte han at bygge huse.
Ved siden af forretningslivet kørte Finn Bach også rally. I august 1972 deltog han sammen med tyskeren Klaus-Dieter Pleiser i én EM-afdeling, Olympia Rally ved Kiel, for "Swarfega Team Perle" i en BMW 2002 tii.
Aktiviteterne blev udvidet til blandt at omfatte salg og udlejning af betonbiler, salg af tørbetonprodukter, produktion af alufacader, betonfabrikker, granitbrud og grusgrave, samt ferie- og aktivitetscentre. I 2015 var Bach Gruppens egenkapital på over en milliard kroner.
Finn Bach blev i maj 2010 optaget i Kraks Blå Bog.
I 2021 var der flere historier i medierne om overtrædelse af byggetilladelser, idet det udførte byggeri ikke stemte overens med de tilladelser der var udstedt. Disse historier, i første omgang om det 86 meter høje Njals Tårn på Amager, er opført på et usikkert fundament. blev i første omgang afvist, men efterfølgende fik en tidligere direktør i et datterselskab i koncernen skylden for overtrædelserne. Der var tale om en nu afdød person, hvorfor beskyldningerne i første omgang ikke blev afvist. TV 2s Operation X forsøgte at afdække sagen og viste flere vidner der sagde at Finn Bach selv havde givet de ulovlige ordrer, for derefter at forsøge at give den nu afdøde direktør i datterselskabet skylden. Udsendelsen fik Bach-Gruppen til at anmelde en af Operation X kilder for injurier

## Privat
Finn Bach er søn af murer Peter Bach (død 1987) og husmoder Dagmar Bach (død 1997). Han blev gift med Ulla Bloch Jensen (f. 27. januar 1947), med hvem han har to døtre.